# 冯熙 (三国)
馮熙（?—?），字子柔。潁川郡父城县（今河南省宝丰县）人，东汉末期、三国時代孙吴人物。东汉初期名将馮異后裔。
209年，孙权担任車騎将軍，任命馮熙为東曹掾。223年，蜀汉皇帝劉備死後，孙权派遣立信都尉冯熙去吊祭劉備。馮熙回国後，转任中大夫。孙权派遣馮熙为使者出使曹魏。以学問辩才注目。陳羣与馮熙同郡，曹丕派陳羣利誘他归顺。馮熙不受。曹丕大怒，曹丕把馮熙拘禁在摩陂，使他困苦。之後曹丕解除馮熙的拘禁召還到洛陽，未至洛陽，馮熙怕被曹魏胁迫危害自身、有辱君命，于是引刀自刺，但被御者制止，馮熙没有死成。孙权听说后，哭着说： 「馮熙与蘇武何異？」 馮熙最終没有回到吴国，在曹魏死去。